# Terremoto del Vallo di Diano del 1561
Il terremoto del Vallo di Diano del 1561 è stato un evento sismico di magnitudo 6.5 che colpì i due giustizierati (o province) di Principato Citra e Basilicata, entrambi facenti parte del regno di Napoli. Il terremoto avvenne nella giornata del 19 agosto, intorno alle ore 14:10, con epicentro in prossimità del centro abitato di Polla all'estremità settentrionale del vallo di Diano, una conca longitudinale appenninica situata tra i monti Alburni e i monti della Maddalena.
La scossa principale fu preceduta da un altro evento sismico solo relativamente meno intenso, avvenuto 20 giorni prima (alle ore 18:40 del 31 luglio) con epicentro presso Buccino, un centro abitato abitato situato circa 15 km a nord-ovest di Polla. Tale scossa aveva provocato almeno un centinaio di morti nella sola Buccino (ove tutte le strutture vennero seriamente danneggiate e circa 200 abitazioni furono rase al suolo), ma altrove i danni furono tutto sommato contenuti benché le aree colpite fossero comunque assai estese.
La scossa principale, che seguì dopo meno di tre settimane, fu invece talmente forte da devastare diverse dozzine di borghi, risultando maggiormente distruttiva nelle aree già colpite dall'evento del 31 luglio, ove molti degli edifici lesionati non erano stati ancora sottoposti a restauro. Vi  furono circa 40 vittime nella sola Polla (ove il decorso del fiume Tanagro risultò bloccato per 24 ore consecutive) e altrettante a Balvano, Muro Lucano e Sicignano degli Alburni, una trentina ad Atena Lucana, Caggiano e Sant'Arsenio, una ventina a Palomonte, Picerno e Vietri di Potenza, una quindicina a San Pietro al Tanagro, una decina a Ottati; tuttavia il borgo più disastrato fu Tito che venne praticamente raso al suolo e registrò un centinaio di vittime. Il sisma provocò inoltre una gigantesca frana che invase il paese di San Rufo, tuttavia nel settore meridionale del Vallo di Diano la strage fu minore (8 morti a Sala Consilina) mentre a nord si registrarono danni fino in Irpinia, nell'allora Principato Ultra (ad esempio a Calitri, ove crollò un'ala del castello). Anche nella capitale Napoli il terremoto venne avvertito distintamente ma senza provocare danni.